# Mouvement de la gauche révolutionnaire (Chili)
« Mir (Chili) » redirige ici. Pour les autres significations, voir Mir.
Pour les articles homonymes, voir Mouvement de la gauche révolutionnaire.

Drapeau du Mouvement de la gauche révolutionnaire.

Le Mouvement de la gauche révolutionnaire (en espagnol : Movimiento de Izquierda Revolucionaria, MIR) est un parti politique chilien d'extrême gauche fondé le 12 octobre 1965 par des syndicalistes et des étudiants, dont le neveu de Salvador Allende, Andrés Pascal Allende.
Bien qu'ayant prôné le recours à la lutte armée et s'être constitué un arsenal[réf. nécessaire], le MIR, mouvement marxiste-léniniste visant à la dictature du prolétariat, apporte en 1970 son soutien à l'Unidad Popular et au président élu, Salvador Allende. Durant les trois années suivantes, les tensions politiques entre la gauche et la droite chilienne s'exacerbant, le MIR participe à quelques actions commandos, tente d'infiltrer les forces armées chiliennes en prévention d'un coup d'État et participe à des discussions en vue de subroger les forces armées et policières par des miliciens issus de ses propres rangs ou de l'Unidad Popular. En août 1973, il forme avec les Tupamaros uruguayens et l'ERP argentin la Junte de coordination révolutionnaire (JCR), bientôt ralliée par l'ELN bolivien. Pourchassé et décapité aux lendemains du coup d'État du 11 septembre 1973 par les forces armées, le MIR mène néanmoins quelques actions de sabotage et organise des assassinats visant des personnalités de la dictature militaire sans parvenir à les réaliser.
Resté après le retour progressif de la démocratie en 1990 à la marge de scène politique chilienne, le mouvement révolutionnaire renonce à la lutte armée en 1997 et rejoint la coalition Ensemble Nous Pouvons (Juntos Podemos Más).

## Doctrine
Le MIR se considérait comme « l'avant-garde marxiste-léniniste de la classe ouvrière et des opprimés du Chili » et souhaitait « l'émancipation nationale et sociale ». C'est la déclaration de principe approuvée au congrès fondateur de l'organisation, le 15 août 1965 à Santiago. Il était partisan du modèle de révolution marxiste-léniniste : la lutte des classes devant déboucher sur la défaite de la classe possédante et sur la construction d'une société sans classes en passant par une période de dictature du prolétariat.
La déclaration de principe du congrès fondateur disait dans son point VII : « Le MIR rejette la théorie de la "voie pacifique" parce qu'elle désarme politiquement le prolétariat et parce qu'elle est inapplicable puisque la bourgeoisie elle-même est celle qui résistera, même avec la dictature totalitaire et la guerre civile, avant de céder pacifiquement le pouvoir. Nous réaffirmons le principe marxiste-léniniste selon lequel le seul moyen de renverser le régime capitaliste est l'insurrection populaire armée ».

## Histoire du mouvement

### De la création au coup d’État
Le groupe est né parmi diverses associations étudiantes de l'université de Concepción et des organisations marxistes (dont des trotskystes). À son Congrès fondateur réuni à Santiago (15 août 1965), les délégués de Vanguardia Revolucionaria Marxista-Rebelde, du Parti socialiste populaire, du Parti ouvrier révolutionnaire, des anarchistes du groupe Libertario, des éléments du Parti socialiste révolutionnaire ainsi que des dirigeants syndicaux regroupés autour de Clotario Blest, décidèrent de créer une nouvelle organisation : le MIR.
Le MIR s'oppose aux perspectives légalistes et parlementaires défendues par d'autres courants de la gauche chilienne, notamment le Parti communiste et le Parti socialiste. Il reconnait cependant l'importance du travail syndical. Lors du IIe Congrès (1967), le MIR se revendique marxiste-léniniste, et approuve le recours à la lutte armée comme stratégie. En 1968, le GRAMA (Grupo Avanzada Marxista de Concepción) et les FAR (Fuerzas Armadas Revolucionarias de Santiago) intègrent le MIR. "programme de transition", et d'"appui au sein du mouvement de masse".
Il noue des relations de soutien au sein d'organisations syndicales et des bidonvilles de Santiago. Son influence auprès du mouvement ouvrier reste pourtant bien éloignée de celle des partis communiste et socialiste. Il accroit surtout sa popularité auprès des paysans pauvres et des indigènes Mapuches, qu'il défend au moyen d'expropriations de terres (opérations qualifiées de « déplacement des barbelés »).
À l'arrivée au pouvoir de l'Unité Populaire et de Salvador Allende en 1970, le MIR fit une trêve dans sa stratégie en se mettant à la disposition du président. Il reconnait son gouvernement comme « populaire, démocratique et anti-impérialiste » et soutient les réformes économiques et sociales mises en œuvre, comme la nationalisation de la réserve de cuivre, de 90 % du système bancaire et de certaines entreprises, la réforme agraire, ou encore l'augmentation des salaires les plus bas. Le MIR se montre néanmoins critique sur le légalisme du gouvernement et les « illusions de la voie pacifique », affirmant la nécessité de défendre par les armes le gouvernement Allende face aux attaques des conservateurs, des forces armées et de l'impérialisme américain.
Miguel Enríquez Espinosa fut le secrétaire général du parti entre 1967 et sa mort en 1974.

### Insurrection armée
Des attentats et des assassinats ont été attribués au MIR à partir de 1967. La première action véritablement notable du MIR est la séquestration d'un carabinier à l'université de Concepción le 9 septembre 1967, qui fut libéré le jour d'après mais délesté de son uniforme et de son arme de service. Le 20 février 1968, le MIR est impliqué dans une série d'attentats à l'explosif contre le journal El Mercurio, le consulat des États-Unis et le siège du parti démocrate-chrétien à Rancagua. Le 11 août 1970, une fusillade entre des militants du MIR et les carabiniers fait un mort, le caporal Luis Fuentes Pinedo. Le 3 novembre 1970, un autre carabinier, Luis Armando Cofré, est tué durant la tentative d’assaut de la banque panaméricaine par des militants du MIR.
À partir de 1973, les confrontations dans la rue entre les militants du MIR et ceux des groupes nationalistes tels Patria y Libertad deviennent quasi-quotidiens, exacerbés par la mort de Mario Aguilar, membre de ce groupe paramilitaire d'extrême-droite.

### Sous la dictature
Au moment du coup d'État militaire qui porte au pouvoir Augusto Pinochet en 1973, le groupe politique fut proscrit et durement réprimé ; nombre de ses dirigeants et de ses militants furent torturés, tués ou disparurent. Miguel Enriquez, dirigeant historique du MIR mourut en affrontant les forces de répression politique du régime militaire le 5 octobre 1974. À la tête du Mouvement lui succéda Andrés Pascal Allende, le neveu d'Allende.
Durant les années qui suivirent, le MIR intensifia sa résistance et son action armée. Il organisa des sabotages, des assauts et des exécutions de militaires et de civils. Néanmoins, la mort d'Enriquez en 1974, puis, surtout l'arrestation du Miriste Jorge Fuentes, au Paraguay, en mai 1975, aux côtés d'Amilcar Santucho, représentant de l'ERP, porta un coup sévère à l'organisation, qui fut à partir de cette date très affaiblie. Cette opération répressive signala l'ébauche de l'opération Condor, formalisée en novembre 1975.
Au niveau international, le MIR faisait partie du Mouvement des Peuples Unis pour Notre Amérique (Movimiento de los Pueblos Unidos por Nuestra América), réunion de partis progressistes de gauche latino-américains : le MAS bolivien, le FMLN salvadorien, le FSLN nicaraguayen et le MLN-T uruguayen. Bon nombre de ces mouvements (en particulier les Tupamaros et l'ERP) furent cependant complètement démantelés entre 1974 et 1976.
Deux militants du MIR furent séquestrés et assassinés par la DINA à la fin 1976 lors de l'opération Calle Conferencia II qui décapita la direction clandestine du Parti communiste.
Le 30 août 1983, des militants tuèrent avec des armes de gros calibre l'Intendant de Santiago Carol Urzua ainsi que les deux membres de son escorte. Parallèlement à ces actions urbaines, le MIR continua la lutte armée à la campagne, organisant une guérilla dans la Cordillère de Neltume, au Sud du Chili.
À son IVe Congrès, le MIR se divisa en une Fraction Militaire, connue sous le nom de MIR Pascal (de Andrés Pascal Allende) et une autre qui prendra le nom de MIR Gutérriez (pour le dirigeant Nelson Gutérriez). Le MIR Pascal va être décimé petit à petit, victime de l'intense répression et des efforts de sécurité entrepris par le régime ; il disparaîtra atomisé et divisé en petits groupes autonomes dont l'un des derniers fut le MIR-EGP (MIR-Ejército Guerillero des Pueblo). La plus grande partie de ses militants fut arrêtée et emprisonnée.
Le MIR Gutiérrez continua en s'intégrant dans les luttes de l'extrême-gauche chilienne, ce qui lui coûta la perte de nombreux militants dont Jécar Neghme, assassiné en 1989, deux ans après avoir abandonné la lutte armée pour prôner un front politique ouvert avec les opposants de la dictature. Quelques cellules se sont maintenues dans la clandestinité, sans aucune notoriété publique.
En exil, le MIR se divisa en trois fractions : MIR-Militar, MIR-Social et MIR-Renovacion. Dans un des groupuscules se trouvait l'ancien dirigeant Demetrio Hernandez.

### Transition démocratique
Dans les années 1990, le MIR participa, avec d'autres organisations progressistes chiliennes, à la coalition Ensemble Nous Pouvons (Juntos Podemos Más). Ce groupement, auquel participait le Parti communiste, présenta Tomás Hirsch (Parti humaniste) aux élections présidentielles de 2005 (5,40 % des voix), et divers candidats aux municipales de 2008.
Le 15 août 1997 marque l'abandon définitif de la lutte armée (insurrection populaire armée) et l'acceptation de la voie traditionnelle des partis politiques par la fraction du MIR qui avait maintenu jusqu'alors cette ligne. Le MIR maintient malgré tout son appui à un socialisme latino-américain : d'où la volonté de nouer des alliances avec les partis progressistes d'Amérique latine.
En 2000, c'est la sixième refondation. « Transformación que para nosotros se expresa políticamente en el concepto del Poder Popular, y en la liberación de la explotación y la exclusión de hombres, mujeres y niños concretos, de carne y hueso, no de categorías sociales abstractas; Transformación que se expresa en mejores condiciones de vida cotidiana de las personas, en la liberación de la riqueza social y el aprovechamiento colectivo de los desarrollos culturales, científicos y tecnológicos de la humanidad, en la liberación de la creatividad social y personal y en un mejor relacionamiento de nuestra especie con las otras que pueblan esta tierra. »

## Direction du MIR
[Quand ?][réf. nécessaire]

### Fondateurs
- Miguel Enriquez
- Andrés Pascal Allende
- Luciano Cruz
- Juan Bautista van Schowen

### Secrétariat général
- Mónica Quilodrán

### Commission politique
- Mónica Quilodrán
- Vicente Painel S.
- Rafael Henríquez
- Boris Teillier

### Comité central
- Mónica Quilodrán
- Demetrio Hernández
- Vicente Painel S.
- Rafael Henríquez
- Boris Teillier
- Gabriel González
- Juán Riveros
- Felipe Robles
- Horacio Lira
- Julia González

## Répression

### Opérations de la DINA
- Caravane de la mort (septembre-octobre 1973) : des militants du MIR sont parmi les nombreuses victimes.
- Opération Colombo (juillet 1975) : l'assassinat de 119 militants du MIR, exilés en Argentine, est camouflé en règlement de comptes internes.
- Opération Calle Conferencia II (novembre-décembre 1976) : disparition de deux militants du MIR.

### Ressortissants français
- Alphonse Chanfreau, dit « Emilio », étudiant en philosophie de vingt trois ans, responsable du MIR pour la région de Santiago, est enlevé à son domicile par la DINA le 30 juillet 1974 et emmené à la « Villa 38 », centre de torture situé 38 rue de Londres à Santiago. Il est transféré par la suite à la Colonie Dignidad, repère de l'ex-nazi Paul Schäfer, où il est vu avec sept autres détenus, tous mal en point, pour la dernière fois mai 1975[10]. Son corps ne sera jamais retrouvé. Sa disparition fait l'objet d'une enquête en France dirigée par le juge Roger Le Loire[11]. qui aboutit le 17 décembre 2010 à la condamnation par « défaut criminel » des généraux Manuel Contreras et Pedro Espinoza, les deux chefs de la DINA, à une peine de détention à perpétuité[12]. Onze autres officiers ou agents de la junte sont simultanément condamnés à des peines de quinze à trente ans de prison[12]. Leur extradition a été refusée en novembre 2013 par la justice chilienne, qui avait condamné cinq d'entre eux en mai 2013 à des peines allant de trois à dix ans de prisons, peines confirmées en appel le 8 août 2014, celle de trois ans de prisons étant aggravée à dix[10].
- Jean-Yves Claudet-Fernandez, franco-chilien a été enlevé le 1er novembre 1975[13]. Sa disparition a fait l'objet de la même enquête du juge Roger Le Loire[11] et a abouti à Paris au même procès, au cours duquel étaient également jugés les assassins de deux autres français qui n'étaient pas membres du MIR, le conseiller du président Allende Georges Klein et le prêtre Étienne Pesle[14]. Le général Pinochet, également poursuivi dans la même affaire, n'a échappé à la condamnation que parce qu'il est décédé au cours de l'instruction, en 2006[14]. Le procès a pu avoir lieu, même trente sept ans après les faits, parce qu'il n'y a pas de prescription dans les cas de disparitions forcées, le crime continuant tant que le corps n'a pas été rendu[13].

### Quelques autres disparus
- Miguel Enriquez, chef du MIR, octobre 1974.
- Jorge Fuentes, arrêté en mai 1975 au Paraguay en compagnie d'Amilcar Santucho (frère de Mario Roberto Santucho (es), chef de l'ERP) et transféré en septembre 1975 au Chili où il disparut[15]. Opération qui préfigure l'opération Condor.
- Jécar Antonio Neghme Cristi, qui avait abandonné en 1987 la lutte armée pour devenir porte-parole de la fraction politique du MIR (MIR-Político), assassiné le 4 septembre 1989 à Santiago. Les autorités firent passer l'assassinat pour un règlement de comptes interne, attribué à un pseudo-« Commando du 11 septembre ». Deux capitaines du CNI, Jorge Vargas Bories et Arturo Sanhueza Ross, impliqués dans l'Opération Albania de juin 1987 (pour laquelle le chef du CNI Hugo Salas Wenzel fut condamné en 2007 à perpétuité), sont soupçonnés d'avoir participé à cet assassinat. En 1999 la Cour d'appel ordonna pour la quatrième fois la réouverture de l'affaire. En 2004, le colonel de l'armée de terre Manuel Ubilla Toledo fut inculpé pour homicide qualifié[16].